# Alliance pour la souveraineté de la France
 (avril 2016).
Si vous disposez d'ouvrages ou d'articles de référence ou si vous connaissez des sites web de qualité traitant du thème abordé ici, merci de compléter l'article en donnant les références utiles à sa vérifiabilité et en les liant à la section « Notes et références ».
L’Alliance pour la souveraineté de la France est un cercle de réflexion souverainiste français depuis 2016, fondé en 1997 en tant que mouvement souverainiste dans le contexte de l'opposition au traité d'Amsterdam.

## Historique

### Genèse
Bernard Chalumeau, membre du bureau de l’Académie du gaullisme, publie, dans la Lettre de l'Académie du 1er décembre 1997, un appel intitulé « Vers un mouvement souverainiste » :

« J’ai sous les yeux le texte du traité d’Amsterdam. Ce document est absolument incompréhensible en l’état. Pour y voir clair et le comprendre, il faut le rapprocher des traités de Rome, de Maastricht et de Schengen. On est frappé par l’extrême habileté du technocrate besogneux qui, tout au long de sa rédaction, a cherché sournoisement à camoufler les choses. Mais, quand on recompose le puzzle comme j’ai commencé à le faire moi-même, alors on comprend tout ! Oui, c’est alors qu’apparaît en pleine lumière l’image hideuse et repoussante de la réalité du fédéralisme pur et dur ! C’est pourquoi, j’affirme que ce traité est le volet politique fédéral qui complète l’union économique et monétaire voulue par Maastricht. J’affirme que ce document constitue la sentence de mort de notre pays ! […] C’est pourquoi j’invite l’Académie du gaullisme à jouer un rôle prépondérant. Je l’invite à œuvrer à mettre en place le mouvement pour la souveraineté… »

Le 10 décembre 1997, une nouvelle association, l’Alliance pour la souveraineté de la France (ASF), est déclarée à la sous-préfecture de Boulogne-Billancourt. Son objectif, ainsi qu’il est précisé dans la déclaration, est de : 

« s’opposer à toute démarche, à tout traité, à tout acte existant ou à venir qui viendrait à contrevenir à ces principes, ainsi qu’à ceux de la Constitution actuelle de la Ve République ; s’appuyer sur la tradition deux fois millénaire de ceux qui ont combattu pour la liberté, l’indépendance et le rayonnement de la patrie, ainsi que sur la Déclaration des droits de l’Homme et du Citoyen du 26 août 1789, qui proclame le gouvernement du peuple, par le peuple et pour le peuple… »

### Le Conseil national souverainiste
Elle se dote rapidement d'un Conseil national souverainiste, qu'elle conçoit comme le parlement du mouvement souverainiste et regroupe des représentants des principales associations anti-européens, eurosceptiques ou souverainistes.
Ayant obtenu des succès ponctuels, l’Alliance atteint son apogée en 2002 à la veille de l'élection présidentielle. Pour le premier tour, l'Alliance pour la souveraineté de la France donne une consigne de vote en faveur d'un candidat souverainiste, sans en préciser le nom quoique la majorité de ses adhérents songe à Jean-Pierre Chevènement. Entre les deux tours, l'Alliance se divise sur une consigne en faveur de Jean-Marie Le Pen. Après avoir réduit ses activités à partir de 2004 et restant depuis sans président élu, elle s'est réactivé sous l'impulsion de son nouveau président Bernard Chalumeau élu lors du congrès officiel tenu le 25 août 2015 avec un changement d'adresse du siège fin 2015 (voir J.O d'octobre 2015)
L'alliance pour la souveraineté de la France est devenu une association d'intérêt générale de type [cercle de réflexion] à la suite du congrès du 8 mai 2016. Elle a pour objectif d'élaborer une base de documents de références nécessaires à un pays souverain.